# 焦作市实验中学
焦作市实验中学，旧称焦作市第二中学，是中国河南省焦作市的公立初级中学，校园位于焦作市中心，占地4万余平方米。

## 历史
焦作市第二中学始建于1953年，它曾是完全中学。
1999年8月，焦作市第二中学与第十一中学重新整合，二中更名为焦作市实验中学，只保留初级中学。
2001年9月，经河南省教育厅批准，它成立了焦作市实验中学分校，分校一度更具选择性，但它在2010年左右重新并入总校。